# Dichaea picta
Dichaea picta är en orkidéart som beskrevs av Heinrich Gustav Reichenbach. Dichaea picta ingår i släktet Dichaea och familjen orkidéer. Inga underarter finns listade i Catalogue of Life.

## Bildgalleri

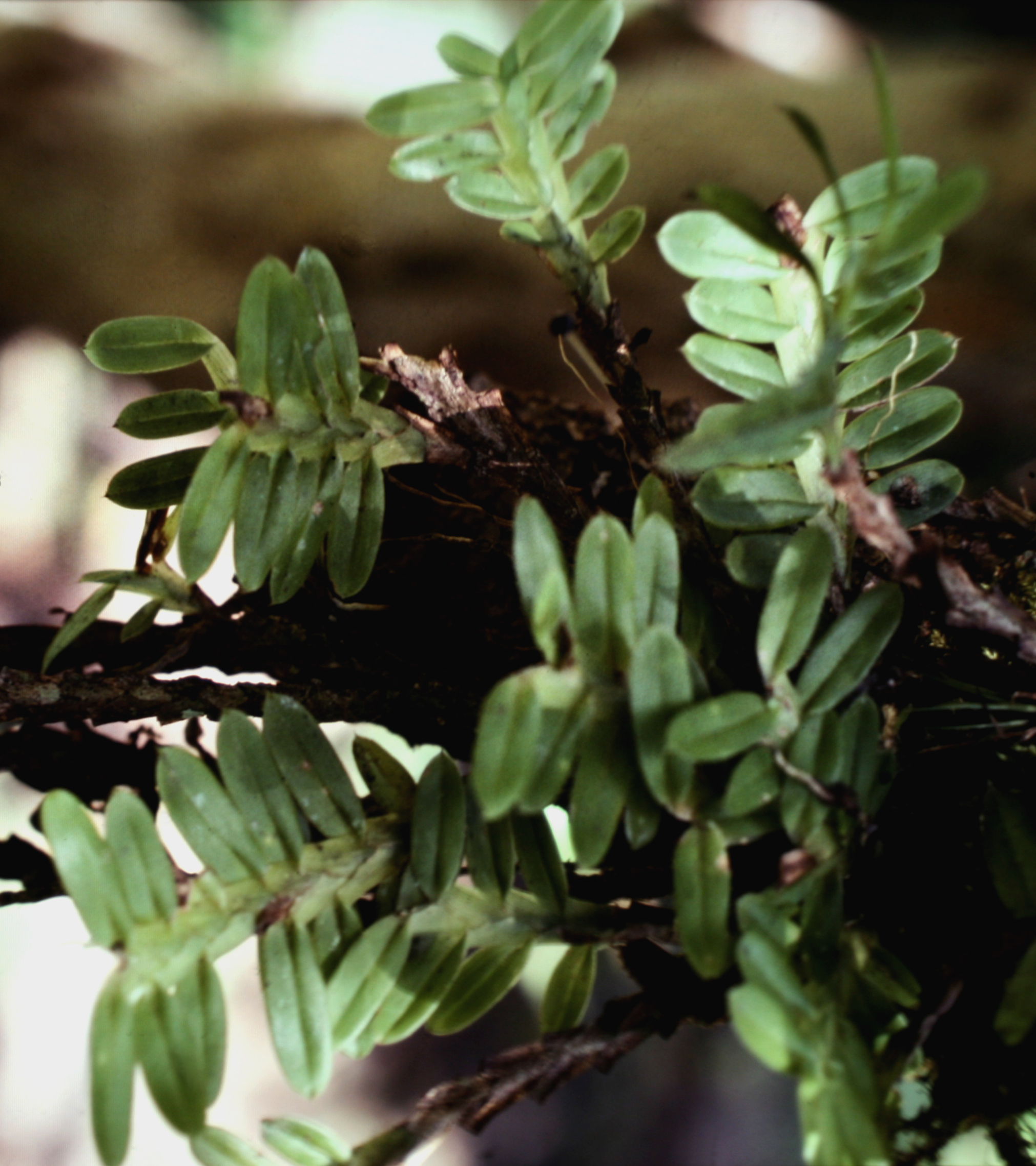
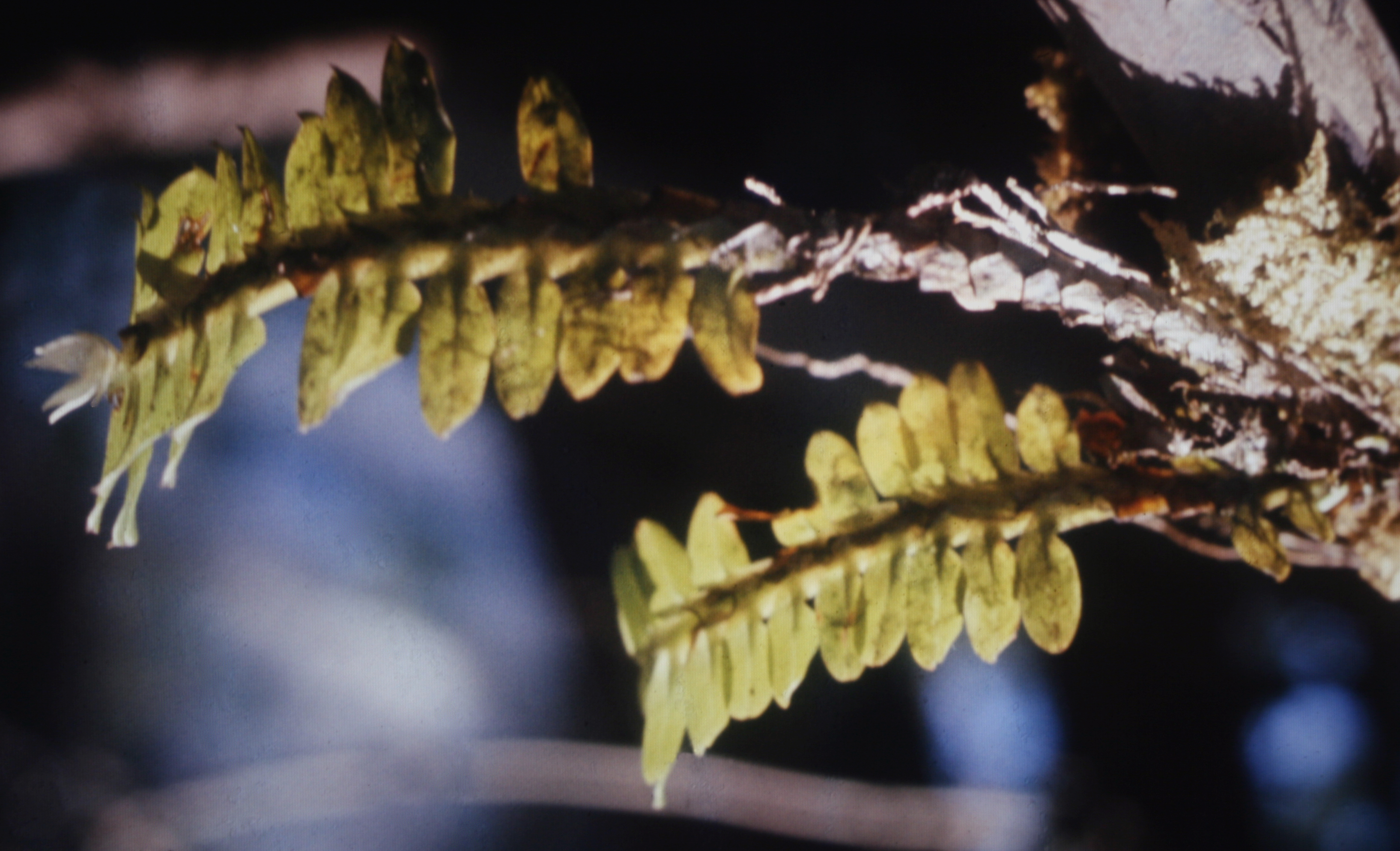
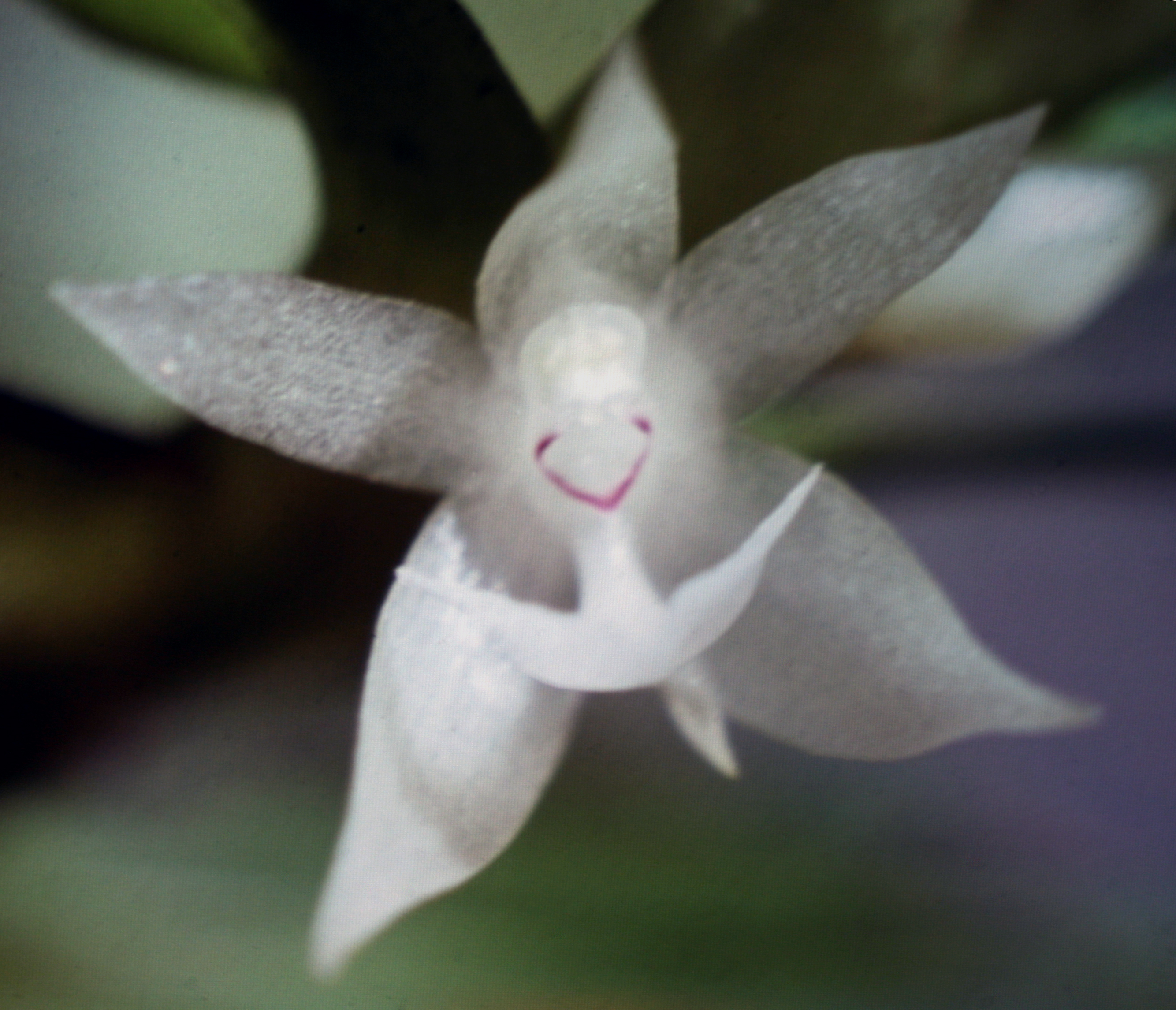